# Americká inline hokejová reprezentace
Americká inline hokejová reprezentace je výběrem nejlepších amerických hráčů v inline hokeji. Tým je řízen Americkou federací sportů na kolečkových bruslích, která je členem Mezinárodní hokejové federace (IIHF) a Mezinárodní federace kolečkových sportů (FIRS). Od roku 1996 se mužstvo pravidelně účastní mistrovství světa pořádanými organizací IIHF a od roku 1995 se zase účastní šampionátů, které pořádá organizace FIRS. Největším úspěchem amerického týmu je dvacet zlatých medaile, čtrnáct nejcennějších kovů z mistrovství světa organizace FIRS z let 1995, 1996, 1997, 1998, 2000, 2001, 2003, 2004, 2005, 2006, 2008, 2009, 2010 a 2012 a šest zlatých medailí z šampionátů 1996, 1997, 2004, 2006, 2010 a 2013.

## Účast na Mistrovství světa -IIHF
| MS   | Místo konání                      | Umístění |
| ---- | --------------------------------- | -------- |
| 1996 | USA (Saint Paul)                  | . místo  |
| 1997 | USA (Anaheim)                     | . místo  |
| 1998 | USA (Anaheim)                     | . místo  |
| 2000 | Česko (Hradec Králové, Choceň)    | . místo  |
| 2001 | USA (Ellenton)                    | . místo  |
| 2002 | Německo (Norimberk, Pfaffenhofen) | 5. místo |
| 2003 | Německo (Norimberk, Amberg)       | . místo  |
| 2004 | Německo (Bad Tölz)                | . místo  |
| 2005 | Finsko (Kuopio)                   | . místo  |
| 2006 | Maďarsko (Budapešť)               | . místo  |
| 2007 | Německo (Landshut, Pasov)         | 5. místo |
| 2008 | Slovensko (Bratislava)            | 4. místo |
| 2009 | Německo (Ingolstadt)              | . místo  |
| 2010 | Švédsko (Karlstad)                | . místo  |
| 2011 | Česko (Pardubice)                 | . místo  |
| 2012 | Německo (Ingolstadt)              | 5. místo |
| 2013 | Německo (Drážďany)                | . místo  |
| 2014 | Česko (Pardubice)                 | . místo  |

## Účast na Mistrovství světa -FIRS
| ME   | Místo konání           | Umístění |
| ---- | ---------------------- | -------- |
| 1995 | USA (Chicago)          | . místo  |
| 1996 | Itálie (Roccaraso)     | . místo  |
| 1997 | Rakousko (Zell am See) | . místo  |
| 1998 | Kanada (Winnipeg)      | . místo  |
| 1999 | Švýcarsko (Thun)       | . místo  |
| 2000 | Francie (Amiens)       | . místo  |
| 2001 | Španělsko (Torrevieja) | . místo  |
| 2002 | USA (Rochester)        | . místo  |
| 2003 | Česko (Písek)          | . místo  |
| 2004 | Kanada (London)        | . místo  |
| 2005 | Francie (Paříž)        | . místo  |
| 2006 | USA (Detroit)          | . místo  |
| 2007 | Španělsko (Bilbao)     | 5. místo |
| 2008 | Německo (Ratingen)     | . místo  |
| 2009 | Itálie (Varese)        | . místo  |
| 2010 | Česko (Beroun)         | . místo  |
| 2011 | Itálie (Roccaraso)     | . místo  |
| 2012 | Kolumbie (Bucamaranga) | . místo  |
| 2013 | USA (Anaheim)          | 5. místo |
| 2014 | Francie (Toulouse)     |          |